# Smögen
Smögen ( ouça a pronúncia) é uma localidade da Suécia, situada na província histórica da Bohuslän.

Tem cerca de 1 329 habitantes, e pertence à comuna de Sotenäs.

Smögen está situada numa ilha com o mesmo nome, ligada por uma ponte, desde 1970, à península de Sotenäset.

Aldeia piscatória tradicional, com indústria de conservas e turismo balnear, tem um cais com cabanas de material de pesca (sjöbod), hoje usadas como habitação sasonal turística.